# Provinciale weg 464
De provinciale weg 464 (N464) is een provinciale weg in de provincie Zuid-Holland. De weg vormt een verbinding tussen de N211 en N213 ter hoogte van Poeldijk met dezelfde N211 nabij het Haagse stadsdeel Loosduinen.
De weg is uitgevoerd als tweestrooks-erftoegangsweg met buiten de bebouwde kom een maximumsnelheid van 60 km/h. In de gemeente Westland draagt de weg de straatnamen Voorstraat, Jan Barendselaan en Wateringseweg. In de gemeente Den Haag heet de weg Poeldijkseweg en Erasmusweg.
De provincie Zuid-Holland is verantwoordelijk voor het beheer van het weggedeelte buiten de bebouwde kom. Binnen de bebouwde kom van Poeldijk wordt de weg beheerd door de gemeente Westland. Ter hoogte van de kruising met de N211 bij Loosduinen wordt de weg beheerd door de gemeente Den Haag. De weg heeft geen functie voor doorgaand verkeer tussen Den Haag en de haven van Hoek van Holland. Verkeer in deze relatie dient gebruik te maken van de N211.
De voornaamste nijverheid langs de N464 is de glastuinbouw.
N23 · N194 · N196 · N197 · N198 · N199 · N200 · N201 · N202 · N203 · N204 · N205 · N206 · N207 · N208 · N209 · N210 · N211 · N212 · N213 · N214 · N215 · N216 · N217 · N218 · N219 · N220 · N221 · N222 · N223 · N224 · N225 · N226 · N227 · N228 · N229 · N230 · N231 · N232 · N233 · N234 · N235 · N236 · N237 · N238 · N239 · N240 · N241 · N242 · N243 · N244 · N245 · N246 · N247 · N248 · N249 · N250 · N307

N401 · N402 · N403 · N404 · N405 · N406 · N407 · N408 · N409 · N410 · N411 · N412 · N413 · N414 · N415 · N416 · N417 · N418 · N419 · N420 · N421 · N439 · N440 · N441 · N442 · N443 · N444 · N445 · N446 · N447 · N448 · N449 · N450 · N451 · N452 · N453 · N454 · N455 · N456 · N457 · N458 · N459 · N460 · N461 · N462 · N463 · N464 · N465 · N466 · N467 · N468 · N469 · N470 · N471 · N472 · N473 · N474 · N475 · N476 · N477 · N478 · N479 · N480 · N481 · N482 · N483 · N484 · N487 · N488 · N489 · N490 · N491 · N492 · N493 · N494 · N495 · N496 · N497 · N498 · N501 · N502 · N503 · N504 · N505 · N505 (Andijk) · N506 · N507 · N508 · N509 · N510 · N511 · N512 · N513 · N514 · N515 · N516 · N517 · N518 · N519 · N520 · N521 · N522 · N523 · N524 · N525 · N526 · N527 · N806 · N830 · N848

Cursief vermelde wegen zijn voormalige Provinciale wegen